# Zgromadzenie Filaretów
Zgromadzenie Filaretów, potocznie: filareci (z gr. philáretos, miłośnik cnoty moralnej) – polskie tajne stowarzyszenie patriotyczne młodzieży wileńskiej założone przez Towarzystwo Filomatyczne (filomatów), działające w latach 1820–1823. Zgromadzenie Filaretów było najniższym hierarchicznie i zarazem najliczniejszym związkiem zależnym Towarzystwa Filomatycznego (do związku należeli filareci niżsi i filareci wyżsi, w 1822 związek liczył 172 członków). Jego prezesem był Tomasz Zan. Zlikwidowane zostało wskutek masowych aresztowań przez władze rosyjskie w 1823 po śledztwie prowadzonym przez komisję Nikołaja Nowosilcowa.
Hasło filaretów (Ojczyzna, Nauka, Cnota) używane jest w harcerstwie. Inicjały tego hasła (ONC) znajdują się na harcerskiej lilijce.